# Prodotti agroalimentari tradizionali lucani
I Prodotti Agroalimentari Tradizionali lucani (PAT) riconosciuti dal Ministero delle politiche agricole alimentari e forestali, su proposta della Regione Basilicata sono i seguenti, aggiornati al 12 marzo 2019, data dell'ultima revisione dei P.A.T.:
| N. | Immagine | Definizione (dati ufficiali del Ministero delle politiche agricole alimentari e forestali) | Settore                                                                                             | Regione    |
| -- | -------- | ------------------------------------------------------------------------------------------ | --------------------------------------------------------------------------------------------------- | ---------- |
| 1  |          | Liquore al sambuco di Chiaromonte                                                          | Bevande analcoliche, distillati e liquori                                                           | Basilicata |
| 2  |          | 'Ncandarata                                                                                | Carni (e frattaglie) fresche e loro preparazione                                                    | Basilicata |
| 3  |          | Agnello delle Dolomiti Lucane                                                              | Carni (e frattaglie) fresche e loro preparazione                                                    | Basilicata |
| 4  |          | Capocollo                                                                                  | Carni (e frattaglie) fresche e loro preparazione                                                    | Basilicata |
| 5  |          | Carne Podolica Lucana                                                                      | Carni (e frattaglie) fresche e loro preparazione                                                    | Basilicata |
| 6  |          | Gelatina di maiale                                                                         | Carni (e frattaglie) fresche e loro preparazione                                                    | Basilicata |
| 7  |          | Involtini di cotenna                                                                       | Carni (e frattaglie) fresche e loro preparazione                                                    | Basilicata |
| 8  |          | Lardo                                                                                      | Carni (e frattaglie) fresche e loro preparazione                                                    | Basilicata |
| 9  |          | Pancetta                                                                                   | Carni (e frattaglie) fresche e loro preparazione                                                    | Basilicata |
| 10 |          | Pezzente                                                                                   | Carni (e frattaglie) fresche e loro preparazione                                                    | Basilicata |
| 11 |          | Prosciutto crudo                                                                           | Carni (e frattaglie) fresche e loro preparazione                                                    | Basilicata |
| 12 |          | Salsiccia                                                                                  | Carni (e frattaglie) fresche e loro preparazione                                                    | Basilicata |
| 13 |          | Salsiccia a catena                                                                         | Carni (e frattaglie) fresche e loro preparazione                                                    | Basilicata |
| 14 |          | Soppressata                                                                                | Carni (e frattaglie) fresche e loro preparazione                                                    | Basilicata |
| 15 |          | U Ungrattnoat "Specialità du Mmit"                                                         | Carni (e frattaglie) fresche e loro preparazione                                                    | Basilicata |
| 16 |          | Caciocavallo                                                                               | Formaggi                                                                                            | Basilicata |
| 17 |          | Cacioricotta                                                                               | Formaggi                                                                                            | Basilicata |
| 18 |          | Caprino                                                                                    | Formaggi                                                                                            | Basilicata |
| 19 |          | Casieddo o casieddu                                                                        | Formaggi                                                                                            | Basilicata |
| 20 |          | Manteca                                                                                    | Formaggi                                                                                            | Basilicata |
| 21 |          | Mozzarella                                                                                 | Formaggi                                                                                            | Basilicata |
| 22 |          | Paddraccio                                                                                 | Formaggi                                                                                            | Basilicata |
| 23 |          | Pecorino                                                                                   | Formaggi                                                                                            | Basilicata |
| 24 |          | Pecorino misto                                                                             | Formaggi                                                                                            | Basilicata |
| 25 |          | Scamorza                                                                                   | Formaggi                                                                                            | Basilicata |
| 26 |          | Toma                                                                                       | Formaggi                                                                                            | Basilicata |
| 27 |          | Treccia dura o treccione                                                                   | Formaggi                                                                                            | Basilicata |
| 28 |          | Biscotti glassati                                                                          | Paste fresche e prodotti della panetteria, della biscotteria, della pasticceria e della confetteria | Basilicata |
| 29 |          | Biscotti a otto di Latronico                                                               | Paste fresche e prodotti della panetteria, della biscotteria, della pasticceria e della confetteria | Basilicata |
| 30 |          | Calzoni di ceci                                                                            | Paste fresche e prodotti della panetteria, della biscotteria, della pasticceria e della confetteria | Basilicata |
| 31 |          | Carchiola                                                                                  | Paste fresche e prodotti della panetteria, della biscotteria, della pasticceria e della confetteria | Basilicata |
| 32 |          | Cicerata                                                                                   | Paste fresche e prodotti della panetteria, della biscotteria, della pasticceria e della confetteria | Basilicata |
| 33 |          | Falagone                                                                                   | Paste fresche e prodotti della panetteria, della biscotteria, della pasticceria e della confetteria | Basilicata |
| 34 |          | Gelatina dolce di maiale                                                                   | Paste fresche e prodotti della panetteria, della biscotteria, della pasticceria e della confetteria | Basilicata |
| 35 |          | Gugliaccio di san costantino albanese                                                      | Paste fresche e prodotti della panetteria, della biscotteria, della pasticceria e della confetteria | Basilicata |
| 36 |          | Strazzata                                                                                  | Paste fresche e prodotti della panetteria, della biscotteria, della pasticceria e della confetteria | Basilicata |
| 37 |          | Migliaccio                                                                                 | Paste fresche e prodotti della panetteria, della biscotteria, della pasticceria e della confetteria | Basilicata |
| 38 |          | Mostaccioli                                                                                | Paste fresche e prodotti della panetteria, della biscotteria, della pasticceria e della confetteria | Basilicata |
| 39 |          | Pane di germana "iermana"                                                                  | Paste fresche e prodotti della panetteria, della biscotteria, della pasticceria e della confetteria | Basilicata |
| 40 |          | Pane di patata di San Severino Lucano                                                      | Paste fresche e prodotti della panetteria, della biscotteria, della pasticceria e della confetteria | Basilicata |
| 41 |          | Picciddat castelluccese                                                                    | Paste fresche e prodotti della panetteria, della biscotteria, della pasticceria e della confetteria | Basilicata |
| 42 |          | Pizza con i cigoli di maiale                                                               | Paste fresche e prodotti della panetteria, della biscotteria, della pasticceria e della confetteria | Basilicata |
| 43 |          | Pizza rustica (cazzola, scarcedda, cuzzola)                                                | Paste fresche e prodotti della panetteria, della biscotteria, della pasticceria e della confetteria | Basilicata |
| 44 |          | Polenta di Nemoli                                                                          | Paste fresche e prodotti della panetteria, della biscotteria, della pasticceria e della confetteria | Basilicata |
| 45 |          | Raskatiell di legumi di fardella                                                           | Paste fresche e prodotti della panetteria, della biscotteria, della pasticceria e della confetteria | Basilicata |
| 46 |          | Ravioli                                                                                    | Paste fresche e prodotti della panetteria, della biscotteria, della pasticceria e della confetteria | Basilicata |
| 47 |          | Rosacatarra                                                                                | Paste fresche e prodotti della panetteria, della biscotteria, della pasticceria e della confetteria | Basilicata |
| 48 |          | Sanguinaccio                                                                               | Paste fresche e prodotti della panetteria, della biscotteria, della pasticceria e della confetteria | Basilicata |
| 49 |          | Shtridhla                                                                                  | Paste fresche e prodotti della panetteria, della biscotteria, della pasticceria e della confetteria | Basilicata |
| 50 |          | Timpallo rustico del Pollino                                                               | Paste fresche e prodotti della panetteria, della biscotteria, della pasticceria e della confetteria | Basilicata |
| 51 |          | U' pastizz rtunnar                                                                         | Paste fresche e prodotti della panetteria, della biscotteria, della pasticceria e della confetteria | Basilicata |
| 52 |          | U'Zuzumagliu                                                                               | Paste fresche e prodotti della panetteria, della biscotteria, della pasticceria e della confetteria | Basilicata |
| 53 |          | Miele lucano                                                                               | Prodotti di origine animale (miele, prodotti lattiero caseari di vario tipo escluso il burro)       | Basilicata |
| 54 |          | Ricotta                                                                                    | Prodotti di origine animale (miele, prodotti lattiero caseari di vario tipo escluso il burro)       | Basilicata |
| 55 |          | Ricotta forte                                                                              | Prodotti di origine animale (miele, prodotti lattiero caseari di vario tipo escluso il burro)       | Basilicata |
| 56 |          | Ricotta salata                                                                             | Prodotti di origine animale (miele, prodotti lattiero caseari di vario tipo escluso il burro)       | Basilicata |
| 57 |          | Fagiolo Zeminelle                                                                          | Prodotti vegetali allo stato naturale o trasformati                                                 | Basilicata |
| 58 |          | Fagiolo di Muro Lucano                                                                     | Prodotti vegetali allo stato naturale o trasformati                                                 | Basilicata |
| 59 |          | Fagiolo di San Gaudioso                                                                    | Prodotti vegetali allo stato naturale o trasformati                                                 | Basilicata |
| 60 |          | Farina di Carosella                                                                        | Prodotti vegetali allo stato naturale o trasformati                                                 | Basilicata |
| 61 |          | Farina di Germana "iermana"                                                                | Prodotti vegetali allo stato naturale o trasformati                                                 | Basilicata |
| 62 |          | Farina di Mischiglio                                                                       | Prodotti vegetali allo stato naturale o trasformati                                                 | Basilicata |
| 63 |          | Farina di granone "quarantino"                                                             | Prodotti vegetali allo stato naturale o trasformati                                                 | Basilicata |
| 64 |          | Fasulo rosso (scritt)                                                                      | Prodotti vegetali allo stato naturale o trasformati                                                 | Basilicata |
| 65 |          | Lampascioni                                                                                | Prodotti vegetali allo stato naturale o trasformati                                                 | Basilicata |
| 66 |          | Lenticchia di Potenza                                                                      | Prodotti vegetali allo stato naturale o trasformati                                                 | Basilicata |
| 67 |          | Lupino del Pollino                                                                         | Prodotti vegetali allo stato naturale o trasformati                                                 | Basilicata |
| 68 |          | Ndussa                                                                                     | Prodotti vegetali allo stato naturale o trasformati                                                 | Basilicata |
| 69 |          | Oliva da forno di Ferrandina                                                               | Prodotti vegetali allo stato naturale o trasformati                                                 | Basilicata |
| 70 |          | Olive nere secche                                                                          | Prodotti vegetali allo stato naturale o trasformati                                                 | Basilicata |
| 71 |          | Patata rossa di Terranova del Pollino                                                      | Prodotti vegetali allo stato naturale o trasformati                                                 | Basilicata |
| 72 |          | Peperoni cruschi                                                                           | Prodotti vegetali allo stato naturale o trasformati                                                 | Basilicata |
| 73 |          | Pomodori sott'olio                                                                         | Prodotti vegetali allo stato naturale o trasformati                                                 | Basilicata |
| 74 |          | Pomodoro secco "Ciettàicale" di Tolve                                                      | Prodotti vegetali allo stato naturale o trasformati                                                 | Basilicata |
| 75 |          | Rafano                                                                                     | Prodotti vegetali allo stato naturale o trasformati                                                 | Basilicata |
| 76 |          | Rappasciona di Viggianello                                                                 | Prodotti vegetali allo stato naturale o trasformati                                                 | Basilicata |
| 77 |          | Risciola                                                                                   | Prodotti vegetali allo stato naturale o trasformati                                                 | Basilicata |